# 不可能的任務：致命清算
《不可能的任務：致命清算》（英語：Mission: Impossible – Dead Reckoning）是一部2023年美國動作間諜片，由克里斯多福·麥奎里編劇和執導。該片為2018年電影《不可能的任務：全面瓦解》的續集、《不可能的任務系列》的第七部作品。主演包括湯姆·克魯斯、海莉·艾特沃、文·雷姆斯、賽門·佩吉、蕾貝卡·弗格森、凡妮莎·寇比和亨利·科澤尼。劇情講述伊森·韓特和他的不可能任務情報局團隊展開他們迄今為止最危險的任務：阻止一件威脅著全人類的危險武器落入惡人的手中；隨著世界的命運危在旦夕，伊森過去的黑暗勢力也找上門來。
派拉蒙影業最初把電影定名為《不可能的任務：致命清算 第一章》，於2023年7月12日美國上映。後於2024年1月，派拉蒙把電影上線至旗下的串流平台「Paramount+」，同時片名更改為《不可能的任務：致命清算》。續集《不可能的任務：最終清算》於2025年5月23日美國上映。這部電影獲得媒體與影評界普遍正面的評價，演員的表現、動作戲、攝影、幽默、情感刻畫皆為評論家讚譽的焦點，盡管有部分評論對這部電影的情節存在觀點分歧。

## 劇情
2012年，一艘具備隱形技術的俄羅斯次世代核潛艇「塞瓦斯托波爾號」在白令海進行航行測試期間，靠一把能分成兩截的十字形鑰匙啟動先進人工智能體，將其作為潛艇的防禦核心。然而被稱之為「智體」（Entity）的該人工智能體突然產生自主意識而失控，一步一步誘使塞瓦斯托波爾號被自己的魚雷擊沉在冰川下而無一倖免。智體從此逃入外部互聯網中滋生且日漸強大，如今已滲透進各國主要的情報網。當世界各國爭分奪秒備份重要的情報數據，以防止智體進行進一步破壞以外，同時全力尋找輾轉多方、足以控制住智體的十字形鑰匙，眾人認為無論哪一方先獲取鑰匙等同於永遠掌握世界主權。
伊森·韓特接受尋找鑰匙的任務，來到鲁卜哈利沙漠營救伊爾莎·佛斯特，她先前在伊斯坦布爾搶到半把鑰匙、卻也受到美國政府高額懸賞而受追殺。伊森設法解救伊爾莎、得到半把鑰匙後將她掩蓋成死亡，隨後到華盛頓特區易容潛入中情局局長尤金·基崔吉與國家情報總監丹林格等人召開的美國情報體系會議，獲知智體如今能任意修改網絡空間藉以控制各國防衛武器系統與金融網絡。伊森在基崔吉面前現身，在一通質問下逼基崔吉坦白是自己下令懸賞伊爾莎。由於堅信智體不該交予任何人掌控，伊森發誓會找到鑰匙摧毀智體，即使深知自己這麼做將會與美國乃至全世界為敵。
伊森召集同伴班吉·鄧恩與路德·史提寇來到阿布扎比國際機場攔截即將由買家送到的另一半鑰匙，而由基崔吉指派的美國特務賈斯珀·布里格斯同樣率領隊伍趕到機場四處追捕伊森。起初任務進行一切順利，直到女扒手葛莉絲從買家身上偷走鑰匙；而該鑰匙後來也被證實是仿製。這時，路德與班吉正忙於處理機場行李傳送處中放置的一枚空包核彈，此聲東擊西導致伊森一不留神被葛莉絲偷走手中的真鑰匙。此外，伊森甚至看見自己三十年前的舊敵蓋布瑞出現在眼前後迅速消失。葛莉絲搭機逃到羅馬後再次被伊森攔住，而鑰匙則被她事先偷放在他人身上作為保管。蓋布瑞與麾下法裔殺手派瑞絲以及布里格斯等特務相繼尾隨而來引發多方激烈追車，葛莉絲再次擺脫伊森趁亂逃跑，而伊森幸運地與班吉、路德被歸隊的伊爾莎接上車救走。
伊森與伊爾莎追蹤葛莉絲至威尼斯的派對會場，舉辦者是人稱「白寡婦」的艾蘭娜·米索波里斯。艾蘭娜身為葛莉絲的僱主，而自己手中也已握有另一半鑰匙，隔天即將搭乘開往因斯布鲁克的東方快車，並將完整的鑰匙賣給她的神秘買主。然而蓋布瑞同樣現身在派對上，揚言自己隔天便會獲得完整鑰匙。伊森試圖阻止艾蘭娜交易，但葛莉絲趁亂帶著半把鑰匙逃離派對，而智體趁機入侵伊森一行人所使用的通訊頻率，冒充班吉的聲音將伊森騙入狹窄過道，讓他孤身與派瑞絲對打，最後奮力將她擊敗並饒其一命。而葛莉絲跑到明尼奇橋上被蓋布瑞截住後幾近被殺，直到伊爾莎及時趕到，拼死與蓋布瑞對打卻最終被刺死，使來晚一步的伊森看著伊爾莎的遺體悲痛不已。
葛莉絲決定協助伊森以表歉意，冒險潛入快車上裝扮成艾蘭娜，試圖參與交易而幫伊森取得完整鑰匙。路德幫伊森做完準備後暫時離隊，決定銷聲匿跡全力尋找智體位置，同時說服伊森必須饒蓋布瑞一命以問出鑰匙真正用途。由於製作易容面具的儀器故障，伊森只好騎摩托追趕快車並計劃於中途跳上車，但蓋布瑞也藉助派瑞絲而上車，殺死駕駛員、使快車加速並破壞剎車，導致伊森錯失登車時機。與此同時，蓋布瑞與派瑞絲秘密會見打算與智體聯手的丹林格，而丹林格揭示智體本是美國以人工智能為基礎所開發的網絡武器，透過衛星傳送至塞瓦斯托波爾號藉以破壞潛艇的隱形技術，卻隨著失控從才變得一發不可收拾。唯一能控制或摧毀智體的方法，是靠完整的鑰匙開啟潛艇內的核心儲存器，獲取存於其中的智體源代碼。
蓋布瑞直接殺死丹林格，同時刺傷派瑞絲，源於之前伊森饒過她。另一邊，易容成艾蘭娜的葛莉絲會見身為買主的基崔吉，本準備以手中的完整鑰匙與他交換一億美元報酬，但最終於心不忍，溜走前從基崔吉身上偷回鑰匙。伊森騎摩托從阿爾卑斯山懸崖上一躍而下，跳傘登上快車救下葛莉絲。但蓋布瑞趁機拿走鑰匙，與伊森在車頂上交戰過後利用事先安排的退路逃跑，同時炸毀鐵軌前方的橋樑以不留後患，最後卻發現身上的鑰匙已被伊森趁近身時偷回。伊森與葛莉絲合作切斷火車頭，卻險些跟著車廂一同墜橋，直到派瑞絲及時營救他們兩人，並在傷重失去意識前向伊森透漏塞瓦斯托波爾號的情報。葛莉絲自願掩護伊森帶著鑰匙逃出。伊森與班吉會合後，繼續尋找塞瓦斯托波爾號且摧毀智體的任務。

## 演員
| 演員               | 角色              | 簡介 |
| ------------------ | ----------------- | --- |
| 湯姆·克魯斯        | 伊森·韓特         | 不可能任務情報局（IMF）的資深特務，文武雙全、身手敏捷，執行任務一向遵從自己的信念與準則，這次不惜與全世界為敵，都要比任何人搶先找到並摧毀失控的人工智能「智體」。 |
| 海莉·艾特沃        | 葛莉絲            | 孤兒出身的專業扒手，擁有多重身份的詐騙慣犯，受人指使竊取能控制智體的十字鑰匙，不情願地與伊森配合，慢慢成為他的新盟友。                                            |
| 文·雷姆斯          | 路德·史提寇       | IMF成員兼駭客，伊森最信任的摯友，無論如何都會支持伊森。 |
| 賽門·佩吉          | 班吉·鄧恩         | IMF成員兼外勤特務，伊森的重要夥伴之一。 |
| 蕾貝卡·弗格森      | 伊爾莎·福斯特     | 前軍情六處女特務，伊森的盟友，不止一次被伊森拯救，因此對伊森產生好感。                                                                                            |
| 凡妮莎·寇比        | 艾蘭娜·米索波里斯 | 人稱「白寡婦」的知名慈善家兼黑市軍火商，一向為黑白兩道提供資源來換取赦免和自己所需，她是伊森早年對付過的軍火商麥絲的女兒。                                        |
| 伊沙·摩路斯        | 蓋布瑞            | 伊森的老敵人，如今為人工智能「智體」擔任代理人兼執行者。冷血無情、喜好殺戮，三十年前曾一手促使伊森加入IMF。                                                       |
| 龐·克萊門捷夫      | 派瑞絲            | 法裔刺客，為蓋布瑞所效力。 |
| 瑪麗埃拉·加里加    | 瑪麗              | 一名活在伊森與蓋布瑞三十年前過去的已故女子。 |
| 亨利·科澤尼        | 尤金·基崔吉       | 前IMF局長，如今擔任美國中情局局長，與伊森的關係始終亦敵亦友。 |
| 希亞·溫漢          | 賈斯珀·布里格斯   | 美國情報體系組長，負責帶隊滿世界追捕伊森，與伊森似乎有著私人恩怨。                                                                                                |
| 凱瑞·艾文斯        | 丹林格            | 美國國家情報總監。 |
| 葛瑞格·塔贊·戴維斯 | 西奧·德加斯       | 美國情報體系幹員，身為布里格斯的搭檔，後來逐漸被伊森的使命影響。                                                                                                  |
| 佛德瑞克·施密特    | 佐拉·米索波里斯   | 白寡婦的兄長，也是她最主要的犯罪執行者。 |

羅伯·德萊尼、查爾斯·帕內爾、印第拉·巴瑪與馬克·加蒂斯飾演美國各大情報部門官員。

## 製作
2019年1月14日，湯姆·克魯斯宣佈《不可能的任務7》和《不可能的任務8》將採用背靠背方式拍攝。兩片同由克里斯多福·麥奎里編劇和執導，並定於2021年7月23日及2022年8月5日在美國上映。2019年2月，蕾貝卡·弗格森確認回歸出演第七集。2019年9月，麥奎里在他的Instagram上宣佈海莉·艾特沃參演。2019年11月，宣佈龐·克萊門捷夫參演第七及第八集。2019年12月，宣佈希亞·溫漢參演第七集。2020年1月，宣佈尼可拉斯·霍特參演，而亨利·科澤尼回歸飾演在首部《不可能的任務》的角色尤金·基崔吉，並確認賽門·佩吉回歸出演第七集。2020年2月，宣佈凡妮莎·寇比回歸出演第七及第八集。2020年5月，霍特因疫情延期拍攝而發生檔期衝突，他的角色改由伊沙·摩路斯飾演。2021年2月，《Deadline Hollywood》報導《不可能的任務7》和《不可能的任務8》將不再採用背靠背方式拍攝。2020年3月，麥奎里在他的Instagram上透露羅伯·德萊尼、查爾斯·帕內爾、印第拉·巴瑪、馬克·加蒂斯和凱瑞·艾文斯參演。同日，蘭普羅斯·卡爾芬佐斯（Lampros Kalfuntzos）確認參演。

### 拍攝
主體拍攝原定於2020年2月20日在威尼斯開始進行。然而，受冠狀病毒病疫情影響，本片取消了在義大利的拍攝。2020年3月，為確保電影如期上映，劇組改於英國的薩里郡進行拍攝，並於當地建造義大利小鎮的場景。在新冠疫情的影响下，拍摄工作曾因剧组人员PCR检测呈阳性而暂停拍摄。网上曾流传出一段汤姆·克鲁斯朝两名不遵守防疫规定的工作人员大喊大叫的录音，网友认为克鲁斯的举止和他在《热带惊雷》中扮演的脾气暴躁的制片人莱斯·格罗斯曼（Les Grossman）一模一样。尽管如此，公众和电影界同行还是对克鲁斯的行为表示理解，因为拍摄工作再次停下来的话，会产生不少的成本。

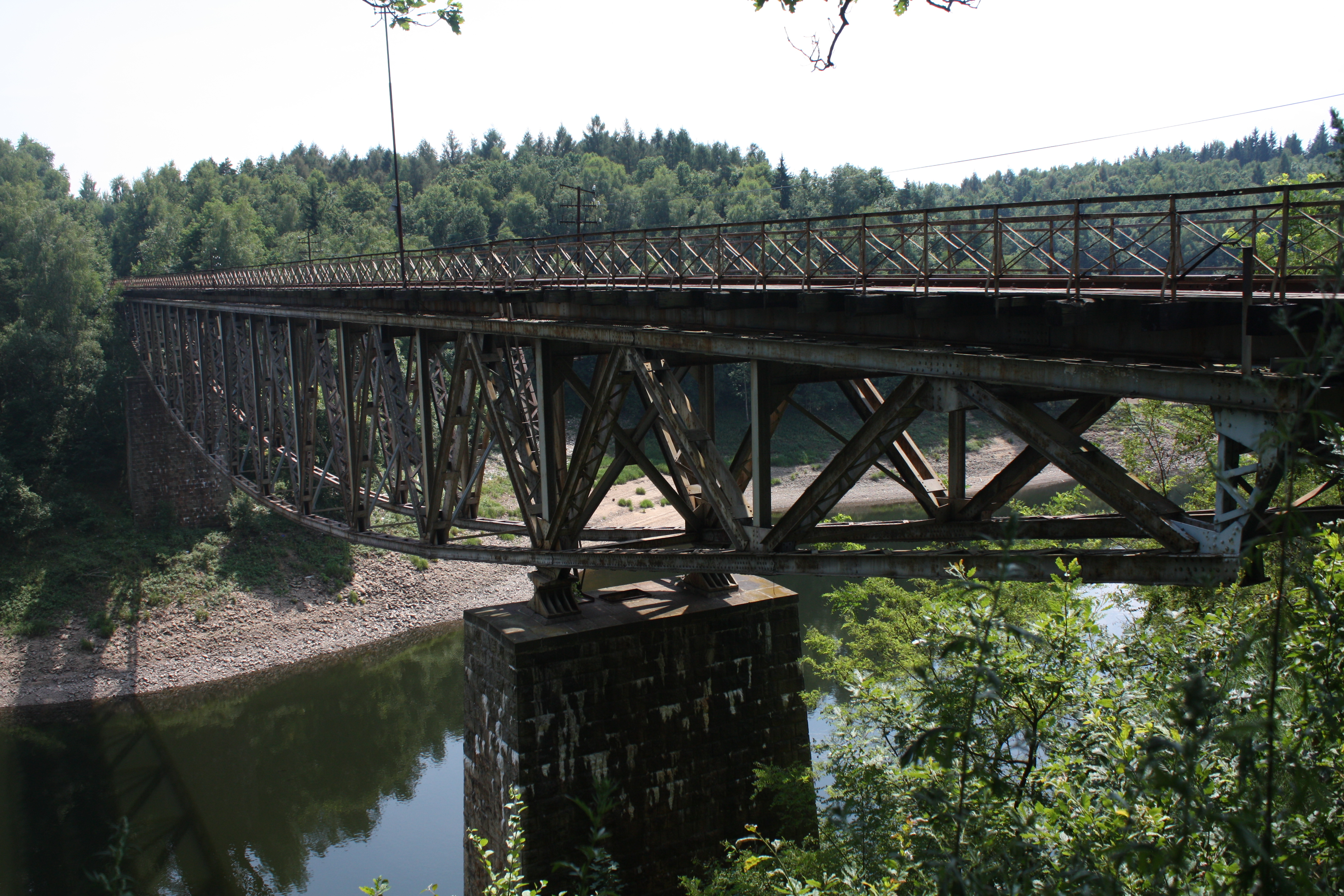
位於波蘭南部的皮爾霍維奇湖大橋。

2020年8月，《不可能的任务7》制作团队移动到波兰进行拍摄工作，准备炸毁当地皮尔霍维奇湖（Lake Pilchowickie）上的一座拥有111年历史，于2016年已经停用的铁桥，引起相关单位的争论。波兰铁路局PKP PLK于3月份否决了这一计划，并在推特上说：「我们不炸毁桥梁，我们决定改善桥梁的状况-以保留了历史」。在7月23日，制作公司向波兰文化与民族遗产部部长巴维尔·勒万多夫斯基（Paweł Lewandowski）申请拍摄请求，并得到后者的大力支持后，认为可以提升当地知名度，但遭到当地居民反对。波兰国际遗产保护委员会和西里西亚工业遗产保护基金会就此事向波兰总统安杰伊·杜达发送了一份请愿书，要求将这座桥梁列入保护古迹清单，以便为其提供永久性的法律保护。最终在剧组改在斯托尼米德尔顿的峰区国家公园的一座砂石场拍摄这场戏，在现场搭了一座通往悬崖的桥和铁路线。而其中的铁路线又被用来拍摄《印第安納瓊斯：命運輪盤》的片头，因此影片的拍摄工作又暂停了两天，延至2021年8月20日才正式开拍；剧组安排一辆仿制的BR标准7型火车头直冲悬崖，落入采石场。主体拍摄工作于同年9月宣告结束。
電影中有一幕是伊森开着摩托车从1200多米高的悬崖上跳伞逃生，由汤姆·克鲁斯親自完成。為此汤姆·克鲁斯在开拍前进行500次跳伞、13000次摩托跳跃的训练。

### 后期
光影魔幻工業负责电影的后期工作，Blind LTD、Clear Angle Studios和Halon Entertainment协作。

### 配乐
本片与续集的配乐由洛恩·巴尔夫创作，其中在先导预告片中出现的一首于2022年6月23日以单曲形式上架数字平台，由派拉蒙音乐负责发行。

## 市場行銷
2022年4月，派拉蒙影業於電影博覽上公佈正式片名為《不可能的任務：致命清算 第一章》（Mission: Impossible – Dead Reckoning Part One）。2022年5月21日，約兩分鐘的預告片於社交媒體外洩。5月23日，官方正式釋出首支預告片。

## 發行
《不可能的任務：致命清算》提前2023年7月12日在美國上映。電影在美國曾數次改檔，先前預定的上映日包括2021年7月23日、2021年11月19日、2022年5月27日、2022年9月30日、2023年7月14日。2024年1月下旬，電影正式於串流平台派拉蒙+上架，官方將片名中的「第一章」刪除，修改為《不可能的任務：致命清算》。
在台灣，《不可能的任務：致命清算》於4月6日在HBO GO上架。

## 迴響

### 評價
《不可能的任務：致命清算》獲得影評界的普遍青睞，根据評論匯總网站爛番茄汇总的437篇评论文章，96%的评论家给予该作正面评价，使之獲得「認證新鮮」標識，平均打分为8分（满分10分），觀眾投票獲得91%的分數，平均得分為4.5／5，網站影評家共識評語為「憑藉著足以威脅世界的賭注和史詩般的佈景來匹配這個龐大的標題，《不可能的任務：致命清算 第一章》證明這仍然是一個你應該選擇接受的系列電影作品。」。在Metacritic上，66位影評人共給予了81分的分數（滿分100分），這部電影獲得了「一致好評」。，並獲得「必看佳作」（Must-see）的標籤。

### 票房
截至2023年9月12日，該電影全球总票房为5.639亿美元。外界預計全球票房收入必须达到6亿美元才能实现收支平衡。由於《不可能的任務：致命清算 第一章》於2020年因為COVID-19疫情而導致拍攝工作停擺，瑞士保險公司安達向派拉蒙影業支付約7100萬美元的理賠金。這使得電影實現了盈利。
| 上一届： 《奪寶奇兵：命運輪盤》     | 2023年香港一週票房冠軍 第27-29週 | 下一届： 《奧本海默》            |
| 上一届： 《印第安納瓊斯：命運輪盤》 | 2023年香港週末票房冠軍 第28-30週 | 下一届： 《奧本海默》            |
| 上一届： 《印第安納瓊斯：命運輪盤》 | 2023年台北週末票房冠軍 第28-30週 | 下一届： 《奧本海默》            |
| 上一届： 《陰兒房：鬼門陰深處》     | 2023年美國週末票房冠軍 第28週    | 下一届： 《Barbie芭比》          |
| 上一届： 《元素方城市》             | 2023年韓國週末票房冠軍 第28-29週 | 下一届： 《走私》                |
| 上一届： 《你想活出怎樣的人生》     | 2023年日本週末票房冠軍 第29週    | 下一届： 《王者天下3：命運之炎》 |

## 续集
在新冠疫情的影响下，续集最终定档2024年7月28日上映。這兩集原定会是伊森·亨特故事的终章，但在2023年6月，麥奎里向Fandango透露，系列電影並不會就此完結，而克鲁斯也在出席宣传活动时表示愿意继续出演亨特。

## 獎項
其他獎項請見《不可能的任務：致命清算》獲獎與提名列表。
| 年份 | 頒獎典禮           | 獎項         | 入圍者                                                   | 結果 |
| ---- | ------------------ | ------------ | -------------------------------------------------------- | ---- |
| 2024 | 第96屆奧斯卡金像獎 | 最佳音效     | 克里斯·蒙罗、詹姆斯·馬瑟、克里斯·伯登、马克·泰勒         | 提名 |
| 2024 | 第96屆奧斯卡金像獎 | 最佳視覺效果 | 亞歷克斯·伍特克、西蒙娜·可可、傑夫·薩瑟蘭、尼爾·科博爾德 | 提名 |

## 外部連結
- 互联网电影数据库（IMDb）上《不可能的任務：致命清算》的资料（英文）
- Metacritic上《不可能的任務：致命清算》的資料（英文）
- 爛番茄上《不可能的任務：致命清算》的資料（英文）
- AllMovie上《不可能的任務：致命清算》的资料（英文）
- Box Office Mojo上《不可能的任務：致命清算》的資料（英文）
- 開眼電影網上《不可能的任務：致命清算》的資料（繁體中文）
- 时光网上《不可能的任務：致命清算》的資料（简体中文）
- 豆瓣电影上《不可能的任務：致命清算》的資料 （简体中文）